# Панинский Ёган
Панинский Ёган — река в России, протекает по Александровскому району Томской области. Устье реки находится по левому берегу протоки Паня реки Обь. Длина реки составляет 33 км.
Притоки — Нартинская, Сеньёган, Панисский Исток.

## Данные водного реестра
По данным государственного водного реестра России, относится к Верхнеобскому бассейновому округу, водохозяйственный участок реки — Обь от впадения реки Васюган до впадения реки Вах, речной подбассейн реки — Васюган. Речной бассейн реки — (Верхняя) Обь до впадения Иртыша.